# 佐方サービスエリア
佐方サービスエリア（さがたサービスエリア）は広島県廿日市市佐方宮にある西広島バイパス（国道2号）のサービスエリアである。
バス停留所（佐方バスストップ）を併設している。

## 概要
駐車場を除き広島方面・岩国方面の施設を陸橋、地下道を通じて相互に利用が可能である。上下線共に、一般道路に下りる階段があるため、一般道路からの利用も可能である。
かつて、上り線・下り線共にレストラン・売店は広島駅弁当（かつては近鉄観光）が、ガソリンスタンドは宇佐美グループの西日本宇佐美がそれぞれ運営を担当していたが、施設の老朽化のため2019年9月30日15時をもって、売店・案内所・ガソリンスタンドは閉店し更地となった。
その後ガソリンスタンドの跡地を駐車場の拡大に充てている。また、閉店した売店の跡地には、上下線共に、2022年1月14日コンビニエンスストア（ローソン）が開店した。特に下り線側には広島県内最大の座席数であるイートインスペースを設置している。
2022年9月30日に上下線トイレ改修工事が完了した。

## 道路
- 西広島バイパス（国道2号）

## 施設

### 上り線（広島・福山方面）

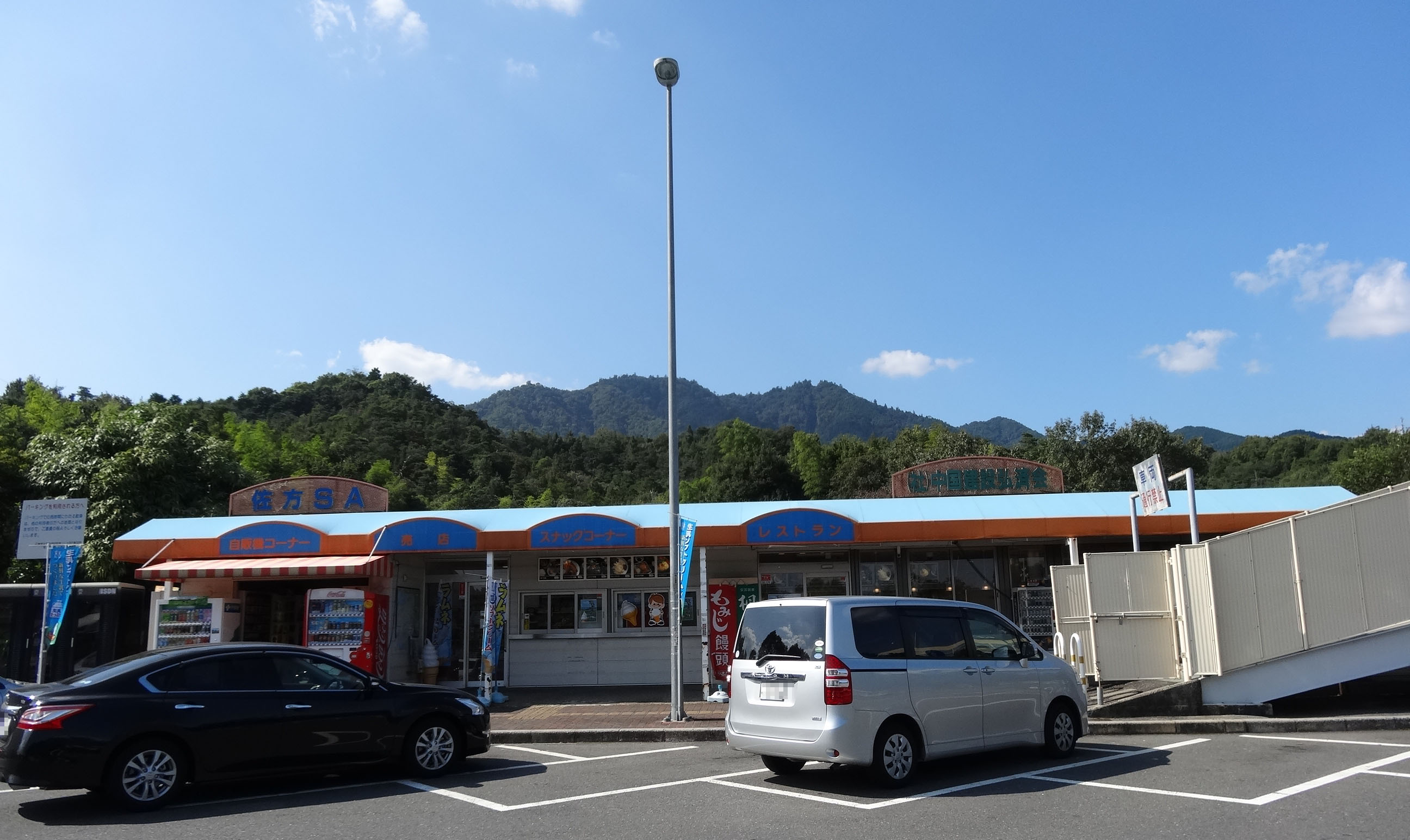
上り線施設（現在は解体済み）

- 駐車場
  - 大型13台
  - 小型34台
  - 身障者用1台
- トイレ
男 大3/小5
女 大5
多目的トイレ（オストメイト対応）1

### 下り線（宮島口・岩国方面）
- 駐車場
  - 大型15台
  - 小型54台
  - 身障者用1台
- トイレ
男 大3/小5
女 大5
多目的トイレ（オストメイト対応）1

## 佐方バスストップ
佐方バスストップ（さがたバスストップ）は、佐方サービスエリアに併設されているバス停留所。西広島バイパスを経由する広島電鉄のバスが停車する。日曜日・祝日は全便が運休となる。
- 上り線
  - 路線番号55 市役所前・広島バスセンター方面（日曜日・祝日運休）
- 下り線
  - 路線番号55-2 宮園・四季が丘四季が丘北方面（日曜日・祝日運休）
  - 路線番号55-6 阿品台北方面（土曜日・日曜日・祝日運休）

## 隣
西広島バイパス
五日市ランプ - 佐方ランプ（広島方面出入口・廿日市方面出口） - 佐方SA - 速谷交差点（広島県道294号虫道廿日市線分岐点）